# Karl Hayo Siemsen
Karl Hayo Siemsen (* 4. Februar 1944 in Norden, Ostfriesland; † 15. September 2018 in Emden) war ein deutscher Systemtheoretiker.

## Leben
Siemsen studierte bis 1969 Nachrichtentechnik und Systemtheorie an der TH Karlsruhe mit dem Abschluss eines Diplomingenieurs und wurde danach an der Ruprecht-Karls-Universität Heidelberg im Fachbereich Wirtschaftswissenschaften und Sozialwesen promoviert.
Danach wurde er als Professor und Gründungsdekan für Elektrotechnik und Informatik an die Fachhochschule Ostfriesland berufen.
Als Schüler von Joachim Thiele, welcher von Carl Friedrich von Weizsäcker beauftragt wurde, die Rolle Ernst Machs in der Pädagogik zu untersuchen, begann Siemsen mit seinen Forschungen. Er wurde 2009 emeritiert und beschäftigte sich bis zu seinem Tode als Didaktiker und Methodiker weiter mit gestalt- und erkenntnisorientiertem Lernen.
Siemsen wurde 2012 von der rumänischen Universität Tibiscus mit dem Titel eines Honorarprofessors für seine Forschungen im Bereich des erkenntnistheoretischen Unterrichts ausgezeichnet.

## Publikationen
- H. Siemsen, K. H. Siemsen: Resettling the Thoughts of Ernst Mach and the Vienna Circle to Europe – The cases of Finland and Germany. In: Science & Education. Band 18, Nr. 3, 2009, S. 299–323.
- H. Siemsen, K. H. Siemsen: Ideas of Ernst Mach teaching science. In: C. Rusu (Hrsg.): Quality Management in Higher Education, Proceedings of the 5th International Seminar on the Quality Management in Higher Education. Casa de Editur, 2008, ISBN 978-973-730-496-4.
- Anja Austermann, Christian Abt, Karl Hayo Siemsen: Das Java 2 JDK 5 Lehrbuch. Böblingen 2005, ISBN 3-936546-25-8.
- K. H. Siemsen: Genetisch-adaptiv aufgebauter rechnergestützter Kleingruppenunterricht. Dissertation. Lang, Frankfurt am Main 1981, ISBN 3-8204-6127-2.